# Melvin Newbern
Melvin Newbern (nacido el 11 de junio de 1967 en Toledo, Ohio) es un exjugador y exentrenador de baloncesto estadounidense que jugó una temporada en la NBA, además de hacerlo en la CBA y en la liga italiana. Con 1,93 metros de estatura, lo hacía en la posición de escolta. Dirigió durante una temporada como entrenador en su ciudad natal a los Toledo Ice de la ABA.

## Trayectoria deportiva

### Universidad
Jugó durante tres temporadas con los Golden Gophers de la Universidad de Minnesota, en las que promedió 13,5 puntos, 4,1 asistencias y 3,5 rebotes por partido. En 1989 fue el mejor ladrón de balones de la Big Ten Conference, robando 3,4 por partido, y al año siguiente fue incluido en el tercer mejor quinteto de la conferencia.

### Profesional
Tras no ser elegido en el Draft de la NBA de 1990, probó en los dos años siguientes para incorporarse a la liga con los Utah Jazz y los New Jersey Nets, pero fue rechazado en ambas ocasiones, jugando en la CBA hasta que en enero de 1993 firmó un contrato por diez días con los Detroit Pistons, quienes finalmente le renovaron hasta finalizar la temporada. Disputó un total de 33 partidos como suplente de Joe Dumars, en los que promedió 3,6 puntos y 1,7 asistencias.
Regresó a la CBA donde jugaría en diferentes equipos hasta 1998, salvo una breve incursión en la liga italiana, en la que disputó tres partidos con el Pallacanestro Reggiana, en los que promedió 16,3 puntos y 4,3 rebotes.

## Estadísticas de su carrera en la NBA

### Temporada regular
| Temporada | Edad | Equipo          | Liga | Pos. | P  | TIT | MIN | TC  | TCA | %TC  | 3P  | 3PA | %3P  | 2P  | 2PA | %2P  | TL  | TLA | %TL  | R.OF. | R.DEF. | REB | ASIS | ROB | TAP | PER | FP  | PTS |
| 1992-93   | 25   | Detroit Pistons | NBA  | SG   | 33 | 1   | 9.4 | 1.3 | 3.4 | .372 | 0.0 | 0.2 | .125 | 1.2 | 3.2 | .390 | 1.0 | 1.8 | .567 | 0.6   | 0.5    | 1.1 | 1.7  | 0.7 | 0.0 | 1.0 | 1.3 | 3.6 |
| Total     |      |                 | NBA  |      | 33 | 1   | 9.4 | 1.3 | 3.4 | .372 | 0.0 | 0.2 | .125 | 1.2 | 3.2 | .390 | 1.0 | 1.8 | .567 | 0.6   | 0.5    | 1.1 | 1.7  | 0.7 | 0.0 | 1.0 | 1.3 | 3.6 |